# 当別ふれあいバス

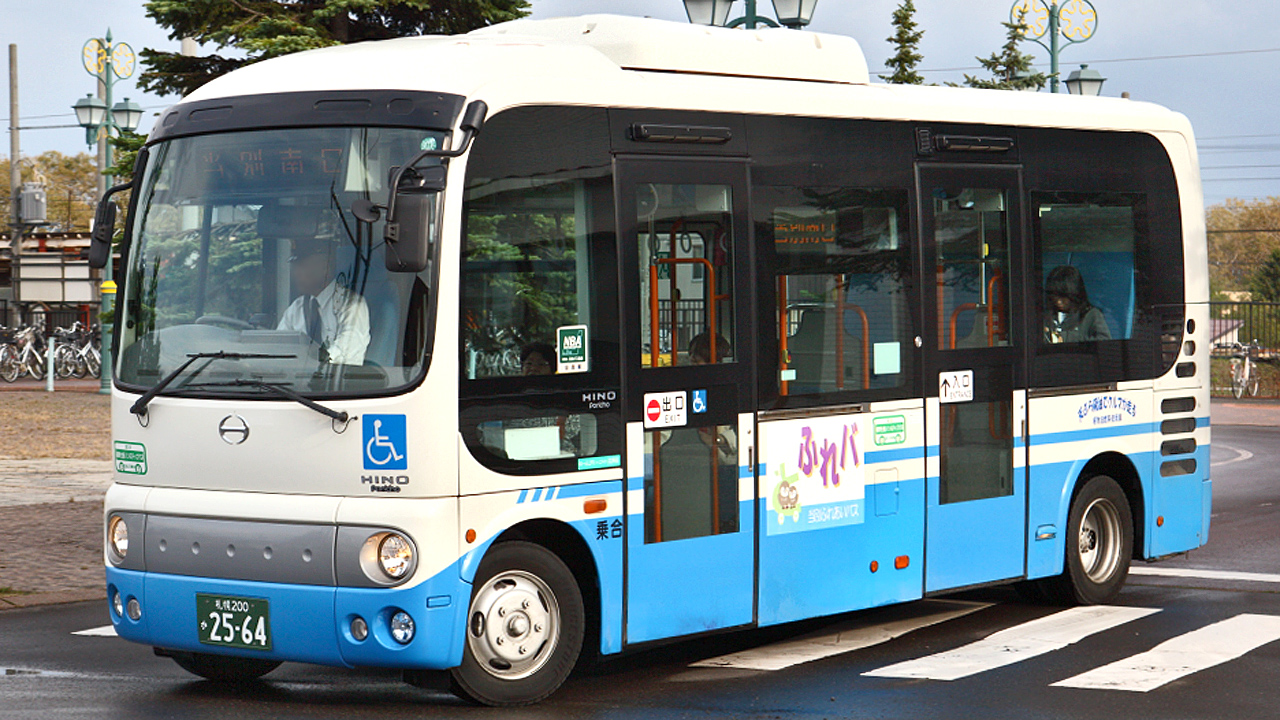
当別ふれあいバス
あいの里金沢線
石狩太美駅（現・太美駅）を出る当別駅南口行

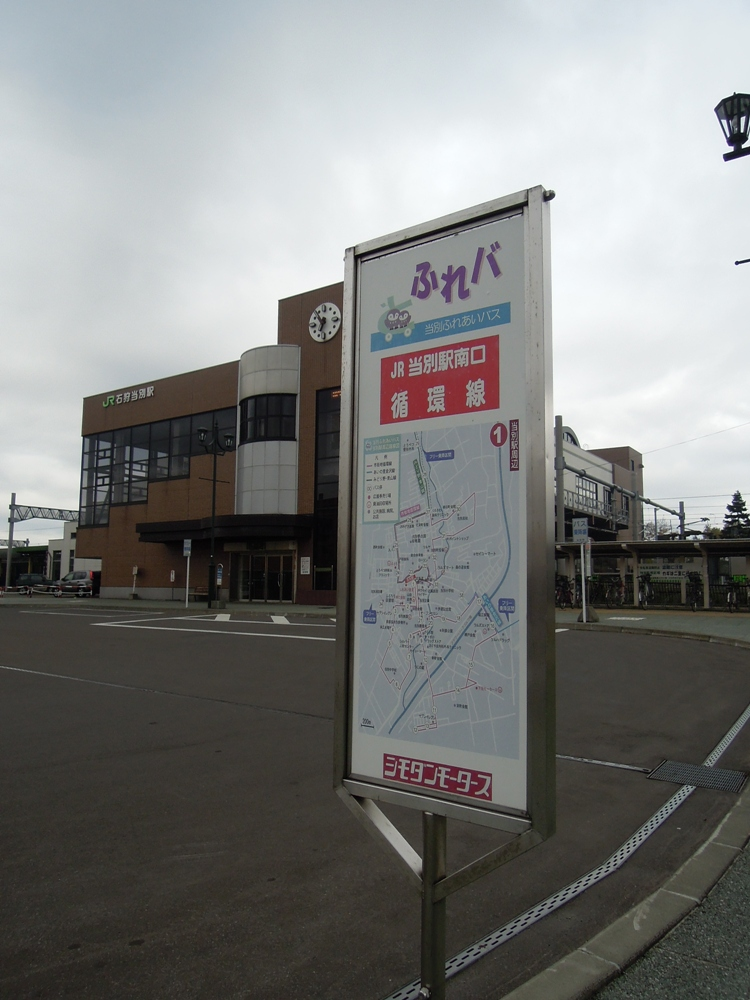
「当別駅南口」バス停

当別ふれあいバス（とうべつふれあいバス）は、北海道当別町が運行するコミュニティバスである。略称は「ふれバ」。下段モータースへ運行を委託している。

## 概要
それまで当別町内で運行されていた路線バスや送迎バスなどを統合した上で、2006年（平成18年）より試験運行を開始。当初は試験運行として2007年（平成19年）度まで運行する予定だったが、2010年（平成22年）度まで期間が延長され、2011年（平成23年）度より本格運行へ移行した。
2014年11月4日からは、運行経費削減を目的とした予約制（デマンド）運行が2か月間の試験事業としてスタートした。

## 運賃・乗車券類
- 運賃は均一運賃制で、1乗車200円、小学生・障がい者などは半額。
- 専用回数乗車券が2,000円（200円×12枚）で販売されている。
- 定期乗車券に近いものとして「応援券」が販売されており、指定した期間（1箇月・3箇月・6箇月）全線が乗り放題となる（記名者のみ利用可能）。

## 現行路線
2023年（令和5年）4月1日改正時点。

### 市街地予約型線
- 予約により、市街地地区および東裏・対雁・蕨岱の各地区で運行。町内の各指定施設間の移動、ならびに町内の各指定施設と利用者の自宅付近の移動に限り利用可能。

土曜・休日全便運休。
かつては市街地循環線（当別駅南口 - 当別中学校 - 栄町 - 伊達記念館 - 当別駅南口 - 当別町役場 - 当別駅北口 - 北栄団地 - 当別駅南口）が運行されていたものの、2015年（平成27年）10月1日より当路線の運行に変更された。なお2014年11月4日からの予約制運行の試験事業に際しても、町内中心部の対象地域で市街地循環線を一時休止して実施していた。
2016年（平成28年）10月3日より、運行エリアを市街地地区のほか東裏・対雁・蕨岱の各地区にも拡大した。

### あいの里金沢線
- 医療大あいの里キャンパス - あいの里教育大駅 - ロイズタウン工場 - ふとみ銘泉 - 石狩太美駅 - 西当別中学校 - ヒルズ管理センター - 当別駅南口 - 東町団地 - 北海道医療大学（当別キャンパス[7]）

当別駅南口 - 北海道医療大学間は土曜・休日運休。
以前は当別駅南口を境に「西当別・あいの里線」、「金沢線」として別系統で運行されていたが、2011年（平成23年）10月1日に統合されている。全区間直通のほか、当別駅南口を境とした統合前と同じ便も設定される。
かつては北海道中央バスが「当別ターミナル - 石狩太美駅 - 石狩八幡町」や「石狩太美駅 - あいの里教育大駅 - 栄町駅」の路線バスを運行していたが、撤退している。北海道中央バス石狩営業所を参照。

### 青山線
- 当別駅南口→当別町役場→当別駅北口→北栄団地→弁華別郵便局→みどり野会館→青山会館
- 青山会館→弁華別郵便局→みどり野会館→北栄団地→当別駅北口→当別町役場→当別駅南口

みどり野会館→青山会館、青山会館→弁華別郵便局の区間は予約制運行で、土日祝は運休となる。
かつては北海道中央バスの路線で、のちに当別町が札幌第一観光バスに委託して運行していたが、2003年（平成15年）に撤退。その後は下段モータースが受託し「青山線」として運行。道民の森までの延長運転（季節運転）も実施されていたが、当別コミュニティバス運行開始に伴い統合された。
2016年（平成28年）10月1日より、みどり野会館→青山会館、青山会館→弁華別郵便局の区間は予約があった便のみ運行する形となり、土日・祝日は予約型区間は運休となった。

### 西当別道の駅線
- ヒルズE5-3-17 - ヒルズ管理センター - 西当別中学校 - 太美スターライト中央 - ふとみ銘泉 - 石狩太美駅 - 北欧の風 道の駅とうべつ

2017年（平成29年）9月25日新設。2018年（平成30年）9月30日まで実証運行を行い、2018年10月1日より本格運行を開始した。
太美スターライト中央ならびに石狩太美駅が始終点となる区間便も設定されている。ヒルズE5-3-17 - 石狩太美駅・ふとみ銘泉の間は、あいの里金沢線とは一部で経路が異なる。

## 廃止路線

### ゆとろ線
- 町内巡回
  - 2007年10月14日運行開始。

### お買い物ふれバ
- 当別駅南口 - 町内巡回 - ラルズ前[注 1]
  - 2007年10月15日運行開始、2009年3月31日運行終了。

### SuiSuiふれバ
- あいの里公園駅→当別町内
  - 2008年4月1日運行開始、2010年11月30日運行終了。金曜・土曜の深夜に札沼線（学園都市線）の下り最終列車から接続する深夜バスとして完全予約制で設定されていた。1乗車1,000円の割増運賃が適用され、必要運賃分の回数券券片で利用可能であったほか、応援券を持つ利用者は半額になった。採算を確保できなかったことから廃止されている[2]。